# Mirosław Kowalski (pedagog)
Mirosław Kowalski – polski pedagog, dr hab. nauk społecznych, profesor uczelni i dyrektor Instytutu Pedagogiki Wydziału Nauk Społecznych Uniwersytetu Zielonogórskiego.

## Życiorys
8 czerwca 2004 obronił pracę doktorską Uwarunkowania prozdrowotnego stylu życia młodzieży studiującej - kandydatów do zawodu nauczycielskiego, 9 marca 2016 habilitował się na podstawie pracy zatytułowanej Wartość edukacji i kultury zdrowotnej w różnych środowiskach wychowawczych. Został zatrudniony na stanowisku adiunkta w Zakładzie Teorii Wychowania i Pedeutologii na Wydziale Pedagogiki, Socjologii i Nauk o Zdrowiu Uniwersytetu Zielonogórskiego.
Był profesorem nadzwyczajnym Katedry Teorii i Filozofii Wychowania Wydziału Pedagogiki, Psychologii i Socjologii Uniwersytetu Zielonogórskiego, Instytutu Humanistycznego Państwowej Wyższej Szkoły Zawodowej w Gorzowie Wielkopolskim, oraz Wydziału Nauk Humanistycznych i Społecznych Karkonoskiej Państwowej Szkoły Wyższej w Jeleniej Górze.
Jest profesorem uczelni i dyrektorem Instytutu Pedagogiki Wydziału Nauk Społecznych Uniwersytetu Zielonogórskiego, oraz członkiem Komitetu Nauk Pedagogicznych na I Wydziale Nauk Humanistycznych i Społecznych Polskiej Akademii Nauk.
Piastował funkcję kierownika Katedry Teorii i Filozofii Wychowania Wydziału Pedagogiki, Psychologii i Socjologii Uniwersytetu Zielonogórskiego i członka prezydium Komitetu Nauk Pedagogicznych na I Wydziale Nauk Humanistycznych i Społecznych PAN.